# Villa Tres Cruces
Villa Tres Cruces är en ort i Mexiko.   Den ligger i kommunen Etchojoa och delstaten Sonora, i den västra delen av landet, 1 400 km nordväst om huvudstaden Mexico City. Villa Tres Cruces ligger 16 meter över havet och antalet invånare är 657.
Terrängen runt Villa Tres Cruces är mycket platt. Runt Villa Tres Cruces är det ganska tätbefolkat, med 58 invånare per kvadratkilometer. Närmaste större samhälle är Huatabampo, 9,2 km söder om Villa Tres Cruces. Trakten runt Villa Tres Cruces består till största delen av jordbruksmark.